# Грушево (Астраханская область)
Грушево — село в Камызякском районе Астраханской области России. Входит в состав Новотузуклейского сельсовета. Население 423 человек (2012), 93 % из них — казахи (2002).

## География
Грушево расположен в пределах Прикаспийской низменности в южной части Астраханской области, в дельте реки Волги и находится на острове, образованном реками реками Трехизбинка и Болдушка, по левому берегу Трехизбинки. Уличная сеть состоит из трёх географических объектов: ул. Горького, ул. Набережная, ул. Степная.
Абсолютная высота 26 метров ниже уровня моря
.
Климат
умеренный, резко континентальный, характеризуется высокими температурами летом и низкими — зимой, малым количеством осадков, а также большими годовыми и летними суточными амплитудами температуры воздуха.

## Население
| 2002 | 2010 | 2011 | 2012 |
| ---- | ---- | ---- | ---- |
| 434  | ↘400 | ↗427 | ↘423 |

Национальный и гендерный состав
По данным Всероссийской переписи в 2010 году, численность населения составляла 400 человек (202 мужчины и 198 женщин, 50,5 49,5 %% соответственно).
Согласно результатам переписи 2002 года, в национальной структуре населения казахи составляли 93 % от общей численности населения в 432 жителей.
| Национальность | Численность (2010) | Процент |
| -------------- | ------------------ | ------- |
| Казахи         | 377                | 93%     |
| Русские        | 22                 | 5,5%    |
| Ногайцы        | 6                  | 1,5%    |
| Всего          | 399                | 100%    |

## Инфраструктура
Фельдшерско-акушерский пункт, МБОУ «Грушевская ООШ», сельская библиотека, Грушевский дом культуры.
Основной род занятий — сельское хозяйство, рыболовство.

## Транспорт
Подъездная дорога от региональной автодороги «Бирюковка — Тишково» (идентификационный номер 12 ОП РЗ 12Н 039). Остановка общественного транспорта «Грушево».
Просёлочные дороги. Водный транспорт.